# Broken Age
Broken Age, tidigare känt under arbetstitlarna Double Fine Adventure och Reds, är ett peka-och-klicka-äventyrsspel som designades av Tim Schafer, och utvecklades av Double Fine Productions. Spelet ges ut till Microsoft Windows, OS X, Linux, IOS och Android.
Spelet gavs ut i två delar. Den första delen släpptes till personer som donerat pengar till utvecklingen den 14 januari 2014, och till allmänheten den 28 januari samma år. Den andra delen släpptes den 28 april 2015.
Broken Age utvecklades i samarbete med filmproduktionsbolaget Two Player Productions, som dokumenterade hela utvecklingsprocessen.

## Röstskådespelare
- Masasa Moyo - Vella Tartine
- Elijah Wood - Shay Volta
- Jack Black - Harm'ny Lightbeard
- Wil Wheaton - Curtis The Lumberjack
- Jennifer Hale - Mom
- Pendleton Ward - The Lovable Gus
- Alex Rigopulos - Alex
- David Kaufman - Marek
- Richard Steven Horvitz - The Space Weaver
- Grey DeLisle - Levina
- Hynden Walch - Ch't
- Nikki Rapp - Dead Eye Courtney
- Ginny Westcott - Dead Eye Dawn
- Cathy Cavadini - Car'l
- Cree Summer - Teledoor
- Nick Jameson - Marshal Dune
- John Cygan - Spoon
- Jamieson Price - Rommel
- Kristen Li - Rocky

## Finansiering
Double Fine Productions valde att använda Kickstarter för att se om det finns tillräckligt med intresse för äventyrsspel, och målet var att få ihop 400 000 $ genom donationer. Till slut fick de ihop 3 336 371 $ från 87 142 personer runt om i världen. Nedräkningen till stängningen av Kickstarter-donationerna sändes via en stream på Ustream där folk fick ställa frågor till de anställda angående projektet.